# Hydrobiosella cognata
Hydrobiosella cognata là một loài Trichoptera trong họ Philopotamidae. Chúng phân bố ở miền Australasia.